# Kronenducker
Der Kronenducker (Sylvicapra grimmia) ist eine Art der Ducker (Cephalophini) innerhalb der Familie der Hornträger (Bovidae). Der wissenschaftliche Name ehrt den schwedischen Arzt und Naturforscher Hermann Nicolas Grimm, der die Art im Dienste der Niederländischen Ostindien-Kompanie im Jahr 1686 aus Südafrika beschrieben hatte.

## Merkmale
Die Oberseite dieses Duckers ist einheitlich graubraun bis rötlichgelb, die Bauchseite heller bis weiß. Zwischen den Vorderbeinen und im Gesicht befindet sich jeweils eine dunkelbraune bis schwarze Zeichnung. Zwischen den kurzen, mit Wülsten versehenen Hörnern des Männchens befindet sich ein kleiner Schopf. Im Gegensatz zu den Duckern der Gattung Cephalophus, die einen gekrümmten Rücken haben, hält diese Art den Rücken gerade. Die Schulterhöhe beträgt 50 Zentimeter, das Gewicht 20 Kilogramm.

## Lebensweise
Die einzeln lebenden Kronenducker markieren ihre Reviere mit kleinen, lockeren Kothaufen. Sie sind sowohl nachts als auch am Tage während der kühleren Tageszeit aktiv. Obwohl der Kronenducker ein Pflanzenfresser ist, der hauptsächlich Laub vertilgt, verschmäht er auch kein Gras. Das einzelne Junge kann zu jeder Zeit auf die Welt kommen und wiegt bei der Geburt 1,6 Kilogramm.

## Verbreitung und Lebensraum
Der Kronenducker ist im gesamten Afrika südlich der Sahara verbreitet und dort vor allem als Duiker (Afrikaans) bekannt. Er kommt unter anderem in folgenden Naturschutzgebieten im Süden des Kontinents vor: Kap der Guten Hoffnung, Bontebok, Karoo, Addo Elephant, Hluhluwe/Umfolozi, Mkuzi, Kruger, Etosha, Chobe, Hwange, Mana Pools, Kafue, Upemba, Salonga und Virunga.
Der Kronenducker kommt in unterschiedlichen Habitaten vor. Er bevorzugt mit Strauchwerk oder lichten Büschen bestandenes Gelände, oft sogar in menschlicher Nähe. So lebt er zum Beispiel auch im mit Mangroven und von Salzflächen bedeckten Nationalpark Delta du Saloum an der Küste des Atlantik im Nordwesten von Senegal.

## Systematik
Der Kronenducker ist eine Art aus der Gattung Sylvicapra, zu der zwei weitere Arten gestellt werden. Sie gehört in die Unterfamilie der Antilopinae und innerhalb dieser in die nähere Verwandtschaft der Ducker (Cephalophini).